# Поплар-Ривер (тауншип, Миннесота)
Поплар-Ривер (англ. Poplar River) — тауншип в округе Ред-Лейк, Миннесота, США. На 2000 год его население составило 125 человек.

## География
По данным Бюро переписи населения США площадь тауншипа составляет 90,5 км², из которых 90,5 км² занимает суша, водоёмов нет.

## Демография
По данным переписи населения 2000 года здесь находились 125 человек, 48 домохозяйств и 39 семей. Плотность населения —  1,4 чел./км². На территории тауншипа расположено 55 построек со средней плотностью 0,6 построек на один квадратный километр. Расовый состав населения: 100,00 % белых.
Из 48 домохозяйств в 27,1 % воспитывались дети до 18 лет, в 75,0% проживали супружеские пары, в 2,1 % проживали незамужние женщины и в 16,7 % домохозяйств проживали несемейные люди. 14,6 % домохозяйств состояли из одного человека, при том 6,3 % из — одиноких пожилых людей старше 65 лет. Средний размер домохозяйства — 2,60, а семьи — 2,90 человека.
18,4 % населения — младше 18 лет, 8,0 % — в возрасте от 18 до 24 лет, 17,6 % — от 25 до 44, 29,6 % — от 45 до 64, и 26,4 % — старше 65 лет. Средний возраст — 47 лет. На каждые 100 женщин приходилось 98,4 мужчин. На каждые 100 женщин старше 18 приходилось 112,5 мужчин.
Средний годовой доход домохозяйства составлял 36 250 долларов, а средний годовой доход семьи —  46 875 долларов. Средний доход мужчин —  27 708  долларов, в то время как у женщин — 21 250. Доход на душу населения составил 17 900 долларов. За чертой бедности находились 9,8 % семей и 7,8 % всего населения тауншипа, из которых 7,4 % младше 18 лет.